# Kim Are Killingberg
Kim Are Killingberg (* 18. September 1986 in Trondheim) ist ein ehemaliger norwegischer Squashspieler.

## Karriere
Kim Are Killingberg spielte von 2011 bis 2014 auf der PSA World Tour. Seine beste Platzierung in der Weltrangliste erreichte er mit Rang 160 im Februar 2013. Mit der norwegischen Nationalmannschaft nahm er mehrfach an Europameisterschaften teil. Im Einzel stand er 2011, 2013 und 2014 im Hauptfeld und schied jeweils in der ersten Runde aus.
Er wurde von 2010 bis 2013 viermal in Folge norwegischer Landesmeister.

## Erfolge
- Norwegischer Meister: 4 Titel (2010–2013)